# Poussierer
Der Begriff Poussierer beschreibt im Soziolekt des Rotlichtmilieus eine männliche Person, die der Tätigkeit des Anwerbens von Frauen für die Prostitution unter Vorspiegelung eines Liebesverhältnisses nachgeht. Die Tätigkeit wurde häufig von Zuhältern selbst oder ihnen zuarbeitenden Personen ausgeübt. Der Begriff leitet sich aus dem französischen Poussage ab, steht aber auch in altertümlichem Deutsch für einen Flirt oder für ein kurzes, oberflächliches Liebesverhältnis.